# 御准

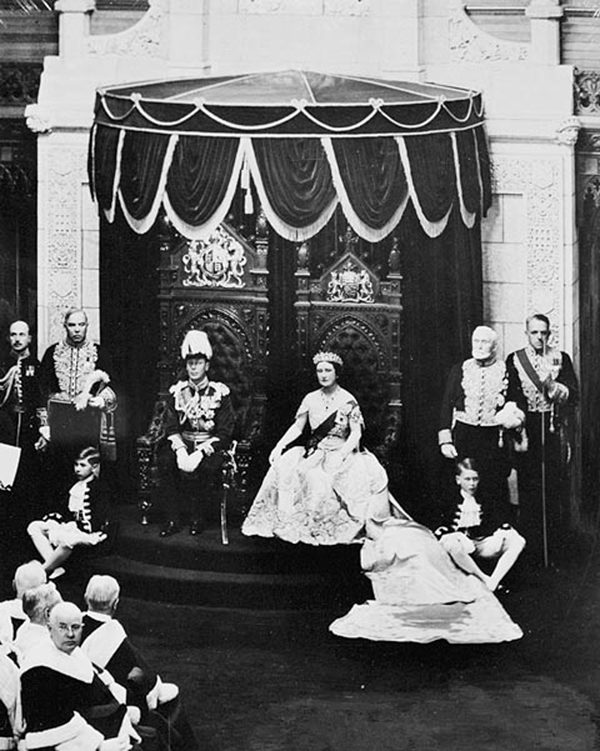
加拿大國王喬治六世御准加拿大議院的法律，右為伊麗莎白皇后，1939年5月19日。

御准（英語：Royal Assent），又稱王室批准，是指立憲君主正式批准並頒布其國家議會法案，由此建立法律的程序。對絕大多數的現代君主政體而言，御准僅是一項例行程序；但即使在統治者仍有權拒絕授予御准的國家（例如英國、马来西亚、挪威和列支敦斯登），統治者也甚少動用此權，而是遵從其政府的決策，以免陷國家於憲政危機中（保留權）。歐洲君主政體對否決權的行使曾實為頻繁；但自18世紀發展出現代民主政治氛圍後，拒授御准的情形已極為少見。御准通常是以英皇制誥等較為書面的方式進行授予，有時也會伴隨著詳盡儀式。例如在英國，上議院專員在經君主任命後，負責在西敏宮的典禮上宣布批予御准。在其他國家，加拿大仍然保留在加拿大上議院舉行傳統的御准儀式，而澳大利亞和紐西蘭，僅由總督簽署法案。然而，無論是御准方式為何，議會在事後必須獲知御准；此可以由兩種途徑：上議院專員或君主的代表在各議院在場時公開授予御准；或者個別通知議院，對象通常是該議院議長。

## 相關程序
在英國，法案行將獲得御准前，必須已經在國會上下兩院通過所有必需的階段（即所謂“三讀流程”）。根據1911年和1949年議會法令，下議院可以在若干情況下，徑直將一項法案呈諸御准，而無需征得上議院的同意。正常地，御准常由君主或經由英皇制誥授權的上議院專員行使。該御准可能於議會內或議會外批出：在後一種情況下，在該法案正式生效前，上下兩院必須分別向君主提出呈請。
在議會中，供職上議院的國會執行秘書（Clerk of the Parliaments），會以傳統盎格魯-諾曼法律法語（Anglo-Norman Law French）的程式性短語，表明君主的決定。通常的流程為：首先大法官在上議院專員陪同下，於上議院宣讀涉及該法案之英皇制誥。然後，駐大法官法庭皇室執行秘書（Clerk of the Crown in Chancery）讀出該法案的簡稱。接著國會執行秘書面向院內欄柵外側下議院代表（通常為下院正副議長、下院秘書、警衛官及相關法案委員會之議員眾人等）逐一用上述短語回應相關法案的御准詳情。同時這句話也具列在法案之中，以表明君主批給該法案御准。

## 御准內容
當獲御准之法案為撥款事宜時，常用""，“國王／女王感謝其優秀之臣民，接受其盛情善意，并依其所願執行之”（英語："）。
當獲御准之法案為其他公共事宜草案時，常用""，“國王／女王依其所願准行之”(英語："The King/Queen wills it.")。
當獲御准之法案為私人條例草案時，常用""，“因之所需，允其所請” (英語："let it be as it is desired.")。
當相關呈請之議案未獲御准時（即拒准），通常會以委婉的形式表達： "",“國王／女王就此再行三思，容后聖裁” (英語："The King/Queen will consider it.")。

## 外部連結
- 1967年御准法令 （页面存档备份，存于），現今已經修訂且生效。英國成文法數據庫。